# Eric Ladin
Eric Ladin (16 de febrero de 1978 en Houston, Texas) es un actor estadounidense. Estudió arte dramático en la USC School de la Universidad del Sur de California.

## Biografía

### Filmografía
Fue un actor habitual en las series Mad Men y Generation Kill como William Hofstadt y James Chaffin respectivamente.
En 2011 actuaría durante dos temporadas en la serie The Killing.  Al año siguiente ganaría reconocimiento internacional con Boardwalk Empire.
Fue el actor de voz de Ellis McKinney en 
Left 4 Dead 2
En cuanto a la gran pantalla, ha aparecido en producciones como La masacre de Toolbox, La maldición y Left in Darkness.

### Vida personal
Está casado con la diseñadora Katy Ladin con la que tiene un hijo: Maxfield David Ladin nacido en 2012.